# Mount Lymburner
Mount Lymburner är ett berg i Antarktis. Det ligger i Västantarktis. Chile gör anspråk på området. Toppen på Mount Lymburner är 1 940 meter över havet.
Terrängen runt Mount Lymburner är kuperad österut, men västerut är den platt. Trakten är obefolkad. Det finns inga samhällen i närheten.